# Aderidae
Aderidae es una familia de coleópteros polífagos que tienen la apariencia de hormigas. La familia contiene unas 1000 especies en unos 50 géneros, la mayoría son tropicales aunque se distribuyen por todo el mundo.

## Características
Son coleópteros muy pequeños, de 1-4 mm de longitud. La cabeza es más ancha que larga y es más ancha que el pronoto y, al igual que con la familia Anthicidae, la cabeza se estrecha justo frente al pronoto formando un cuello, aunque el extremo posterior del pronoto no suele ser tan estrecho. Los ojos son peludos con un aspecto granular. Los dos primeros esternitos abdominales están fusionados, y solo en algunos grupos la sutura es aún visible.
Se conoce poco de las larvas. Solo las de tres géneros han sido descritas en detalle.

## Historia natural
La mayoría de los adultos se encuentran en el envés de las hojas de arbustos y árboles, mientras que las larvas se han encontrado en la madera en descomposición, hojarasca, y los nidos de otros insectos.

## Taxonomía
Sinónimos de la familia:
- Xylophilidae Shuckard 1840
- Euglenesidae o Euglenidae Seidlitz 1875
- Hylophilidae Pic 1900

## Géneros
Según la Universidad de Texas A&M, Aderidae contiene los siguientes géneros:
- Aderus
- Agacinosia
- Agenjosia
- Anidorus
- Ariotus
- Axylophilus
- Beltranosia
- Candidosia
- Carinatophilus
- Cnopus
- Cobososia
- Dusmetosia
- Elonus
- Emelinus
- Escalerosia
- Euglenes
- Ganascus
- Gonzalosia
- Gymnoganascus
- Hintonosia
- Megaxenus
- Menorosia
- Mixaderus
- Otolelus
- Phytobaenus
- Pseudananca
- Pseudanidorus
- Pseudariotus
- Pseudolotelus
- Saegerosia
- Scraptogetus
- Syzeton
- Syzetonellus
- Syzetoninus
- Tokiophilus
- Vanonus
- Xylophilus
- Zarcosia
- Zonantes